# Herb gminy Haczów
Herb gminy Haczów – jeden z symboli gminy Haczów, ustanowiony 23 kwietnia 2007.

## Wygląd i symbolika
Herb przedstawia na tarczy koloru błękitnego wizerunek srebrnego kościoła (nawiązujący do zabytkowego kościoła w Haczowie, wpisanego na listę światowego dziedzictwa UNESCO), a pod nim srebrną gałązkę cisu w roztrój z siedmioma owocami.